# بروكسل هالي فيلفوردي

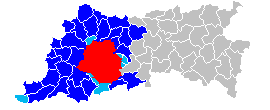
تنتمي منطقة الدائرة في بروكسل هالي فيلفوردي (الأحمر الفاتح والأزرق الداكن والأزرق الفاتح) إلى كل من مقاطعة Flemish Brabant (الرمادي والأزرق الداكن والأزرق الفاتح) ومنطقة العاصمة بروكسل (الأحمر الفاتح). يتكون Flemish Brabant من منطقة لوفان (الرمادي) وجزء كبير من بروكسل هال فيلفوردي (الأزرق الداكن والأزرق الفاتح). المناطق ذات اللون الأزرق الفاتح هي بلديات فلمنكية بها مرافق لغوية للبلجيكيين الفرنسيين.

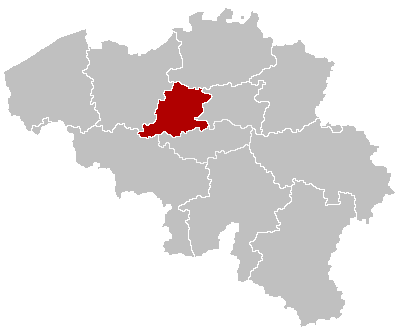

تشمل المنطقة الواقعة داخل بلجيكا والمعروفة باسم بروكسل هالي فيلفوردي منطقة بروكسل العاصمة ثنائية اللغة (الفرنسية والهولندية)، والتي تتزامن مع دائرة العاصمة بروكسل والمنطقة المحيطة الناطقة بالهولندية في Halle-Vilvoorde، والتي تتزامن بدورها مع دائرة هالي فيلفوردي. تحتوي هالي فيلفورد على العديد من البلديات التي لديها مرافق لغوية، أي البلديات التي يشكل فيها الناطقون بالفرنسية جزءًا كبيرًا من السكان وبالتالي لديهم حقوق لغوية خاصة.
تشكل هذه المنطقة الدائرة القضائية لبروكسل، وهي مقر محكمة ابتدائية ومحكمة مؤسسة ومحكمة عمالية. تم إصلاحها في يوليو 2012 كجزء من إصلاح الدولة البلجيكية السادس.
كما أنه يشكل الدائرة الانتخابية الأكثر شيوعًا في بروكسل-هالي-فيلفوردي، والت، كجزء من إصلاح 2012 نفسه، تم تقسيمها بالكامل إلى دائرة انتخابية في بروكسل، وجنبا إلى جنب مع الدائرة الانتخابية في لوفين، إلى الدائرة الانتخابية في مقاطعة الفلمنكية برابانت. جميع الدوائر الانتخابية البلجيكية تتزامن الآن مع المقاطعات البلجيكية. لا تنتمي منطقة العاصمة بروكسل إلى أي مقاطعة وقد شكلت دائرة انتخابية خاصة بها منذ يوليو 2012. قبل الانشقاق، كانت بروكسل-هالي-فيلفوردي استثناءً لأن هالي-فيلفوردي هي جزء من مقاطعة فلمنج برابانت، والجزء الآخر هو " أروفيسمينت لوفان" (الذي شكل دائرة انتخابية خاصة بها). تتمثل إحدى الخصائص المتبقية بعد الإصلاح في أنه لا يزال بإمكان سكان البلديات الست التي لديها مرافق لغوية في بروكسل اختيار التصويت في القوائم الانتخابية لمنطقة العاصمة بروكسل.
كان موضوع بروكسل-هالي-فيلفوردي موضوع نزاع شديد الحساسية داخل بلجيكا وكان أحد الموضوعات الرئيسية للأزمة السياسية البلجيكية 2007-2011. أرادت غالبية الفلمنجيين تقسيمها إلى قسمين (مثل الإداريين)، بينما أراد الفرانكوفون الاحتفاظ بها كما هي أو، على الأقل، تقسيمها بتنازلات.
تألفت قوائم الانتخابات الفيدرالية والأوروبية من كلا الحزبين الهولندي والفرنسي (في جميع المناطق الانتخابية الأخرى إما الأحزاب الهولندية أو الفرنسية)، في حين أن المنطقة هي جزئيًا هالي فيلفوردي وبروكسل ثنائي اللغة. بناء على ذلك:
- يمكن للناطقين بالفرنسية الذين يعيشون في هالي فيلفوردي الناطق بالهولندية التصويت لصالح الأحزاب الناطقة باللغة الفرنسية؛ بينما
- لم يستطع الناطقون باللغة الهولندية الذين يعيشون في لغة أحادية اللغة الناطقة باللغة الفرنسية برابانت والون التصويت لصالح الأحزاب الناطقة باللغة الهولندية.

في عام 2003، قضت محكمة التحكيم (في غضون ذلك أعيدت تسميتها باسم «المحكمة الدستورية البلجيكية») بأن مقاطعة BHV غير دستورية، بسبب حقوق التصويت غير المتكافئة. تم إلغاؤها كجزء من إصلاح الدولة البلجيكية السادس لعام 2012.

## خلفية تاريخية

### 1920s-1960s

#### نظام ديناميكي
في عام 1921، تم تقسيم بلجيكا إلى كيانين أحاديي اللغة (والونيا الناطقة بالفرنسية والفلاندرز الناطقين بالهولندية). يمكن استخدام اللغتين في بروكسل (16 بلدية في ذلك الوقت). تم تأسيس وضع خاص حيثما استخدمت أقلية كبيرة اللغة الأخرى على طول الحدود اللغوية.
عزز القانون البلجيكي الصادر في 28 يونيو 1932 بشأن «استخدام اللغات في المسائل الإدارية» قانون 1921 واستند وضع اللغة في كل بلدية بلجيكية على التعداد اللغوي الذي يجري كل عشر سنوات. كان معيار الانتماء إلى منطقة اللغة الناطقة باللغة الهولندية أو الناطقة بالفرنسية هو الحصول على عتبة قدرها 50 ٪ ؛ في حين أن أكثر من 30 ٪ من السلطات البلدية كان عليها تقديم خدمات بلغة الأقليات كذلك. يمكن أن تطلب البلدية من الحكومة تغيير وضعها اللغوي بموجب مرسوم ملكي فقط بعد أن يظهر الإحصاء مرورًا بنسبة تزيد عن 30٪ أو 50٪.
تم تطبيق قانون 1932 مرة واحدة فقط. نظرًا لأن غزو ألمانيا لبلجيكا في عام 1940 حال دون تنظيم التعداد السكاني كل عشر سنوات، تم إجراء التعداد اللغوي التالي (والأخير) في عام 1947. النتائج تشير إلى أن تقدم اللغة الفرنسية قد واصل تكثيفه. هذه النتائج كانت محل خلاف من قبل السياسيين الفلمنديين الذين تساءلوا عن منهجية المسح. انخفضت نسبة الناطقين باللغة الهولندية تحت عتبة 30٪ في تسع بلديات بينما تجاوزت 12 و9 بلديات على التوالي عتبة 50٪ و30٪ من الناطقين بالفرنسية. كانت بلدية واحدة فقط (Rekkem) قد سقطت تحت عتبة 30٪ من الناطقين بالفرنسية. من أجل التخفيف من آثارها، لم يتم الإعلان عن نتائج تعداد 1947 حتى عام 1954؛ بعد ذلك تم التصويت على قانون مخصص يعدل قانون 1932. حول بروكسل، تم نقل البلديات الثلاث التي اجتاز فيها الناطقون بالفرنسية عتبة 50 ٪ إلى منطقة ثنائية اللغة في بروكسل (إيفير، جانشورين و Berchem-Sainte-Agathe / Sint-Agatha-Berchem)، ومنحت تسهيلات اللغة إلى الفرنسية - متحدثون في أربع من البلديات الخمس التي تجاوزت فيها نسبة الناطقين بالفرنسية عتبة 30٪ (دروجينبوس، كراينيم، ويميل، لينكبيك).
لا توجد أرقام رسمية تدعم الادعاءات، على الجانب الناطق باللغة الفرنسية، بأن العديد من الأسر انتقلت من الهولندية إلى الفرنسية بعد عام 1947. على الجانب الفلمنكي، حيث اعتبر التعداد اللغوي الذي يجري كل عشر سنوات والنظام الديناميكي تهديدًا خطيرًا لمنطقتهما الثقافية؛ بدأ السياسيون يعارضونهم وقاطع رؤساء البلديات الفلمنكية تعداد 1960 [بحاجة لمصدر].

### 1970s-1990s
كما أنشأ إصلاح الدولة لعام 1970 المجتمعات الثقافية الهولندية والفرنسية والألمانية ووضع الأسس لإنشاء ثلاث مناطق.
في وقت لاحق، في عام 1980، أصبحت المجتمعات الثقافية المعروفة باسم المجتمعات. كما تم إنشاء منطقتين: المنطقة الفلمنكية ومنطقة والون. على الرغم من أنه تم إنشاء منطقة بروكسل في عام 1970، إلا أنه لم يتم تأسيس منطقة العاصمة بروكسل حتى إصلاح لاحق.

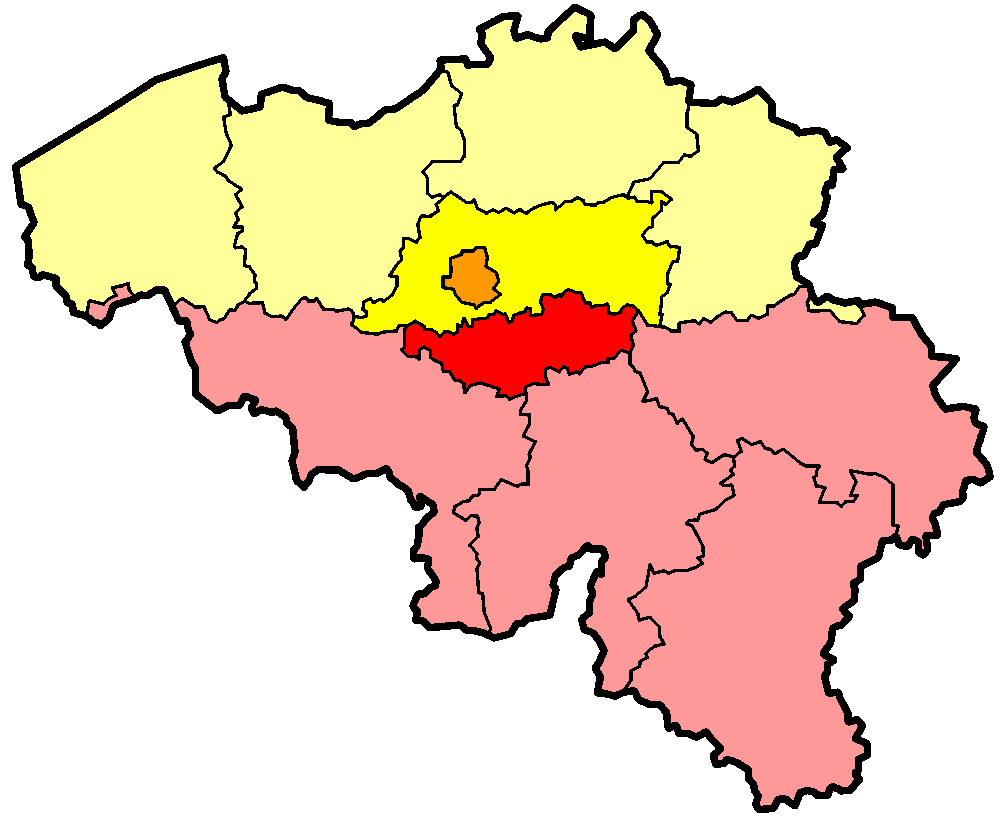
مقاطعة برابانت السابقة داخل بلجيكا (الفلمنكية برابانت: أصفر ساطع؛ والون برابانت: أحمر ساطع)

كانت مقاطعة برابانت واحدة من المقاطعات التسع في بلجيكا. ولكن نظرًا لترتيب الحدود اللغوية التي تمر عبر هذه المقاطعة، تم إلغاء المقاطعة بعد عدة إصلاحات:
في عام 1989 تم إنشاء إقليم بروكسل العاصمة، لكن المنطقة كانت لا تزال جزءًا من مقاطعة برابانت.
مع الإصلاح في عام 1993 الذي جعل بلجيكا دولة فدرالية، أصبحت برابانت جزءًا من المناطق الثلاث: بروكسل والفلمنكية ووالون.
في عام 1995، تم تقسيم هذه المقاطعة إلى:
- مقاطعة برابانت فلاماند
- مقاطعة برابانت والون (التي تتزامن مع دائرة نيفيل)
- منطقة العاصمة بروكسل، وهي منطقة ثنائية اللغة (الإقليمان الآخران هما فلاندرز غير اللغتين والونيا)

ومع ذلك، ظلت الدوائر على حالها.

### انتخابات عام 2003

#### الدوائر الانتخابية الجديدة
بالنسبة لانتخابات عام 2003، تم إنشاء دوائر انتخابية جديدة على أساس المحافظات بدلاً من الدوائر، لأن المناطق الانتخابية كانت صغيرة جدًا. فيما يتعلق ببروكسل وإدارات مقاطعة فلمنج برابانت، تم الإبقاء على الإدارات القديمة (لوفان و BHV) (والون برابانت بها دائرة واحدة فقط، لذلك تم الاحتفاظ بذلك في الواقع)، لأن المتحدثين بالفرنسية يعارضون تقسيم BHV.